# هایتسویل (مریلند)
هایتسویل (به انگلیسی: Hyattsville) شهری در ایالت مریلند کشور ایالات متحده آمریکا است که جمعیت آن در سرشماری سال ۲۰۱۰ میلادی، ۱۷٬۵۵۷ نفر بوده‌است.